# Byron Wilson Pereira de Albuquerque
 Byron Wilson Pereira de Albuquerque (1932 - 2003) foi um botânico brasileiro .